# Griffith Building
El Griffith Building es un rascacielos histórico ubicado en Newark, en el condado de Essex, Nueva Jersey, en la Costa Este de Estados Unidos. 

## Historia
Fue construido en 1927 y fue agregado al Registro Nacional de Lugares Históricos el 24 de mayo de 1984. El edificio tiene 14 pisos y 64 m de altura. The Griffith Piano Company erigió el edificio como sala de exposiciones, taller, torre de oficinas y auditorio de recitales.
Bajo la dirección de la señora Parker O. Griffith, una fundación apoyada por la empresa fue responsable de la dirección, el apoyo y la programación en Newark Symphony Hall.
Los planes para renovar el edificio en apartamentos se han estado trabajando durante más de una década, pero aún no han dado sus frutos.

## Galería

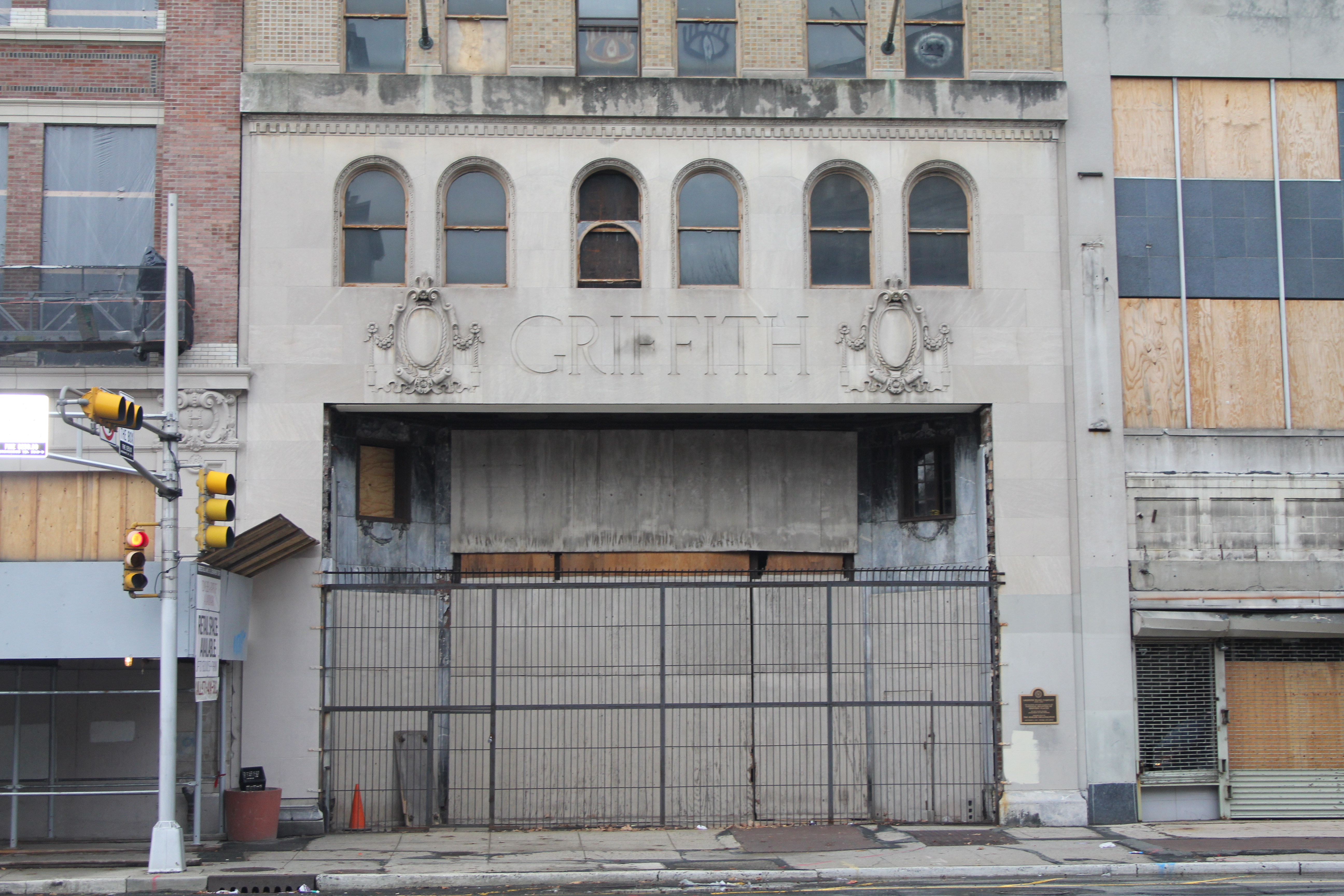
Aspecto de la entrada en 2014
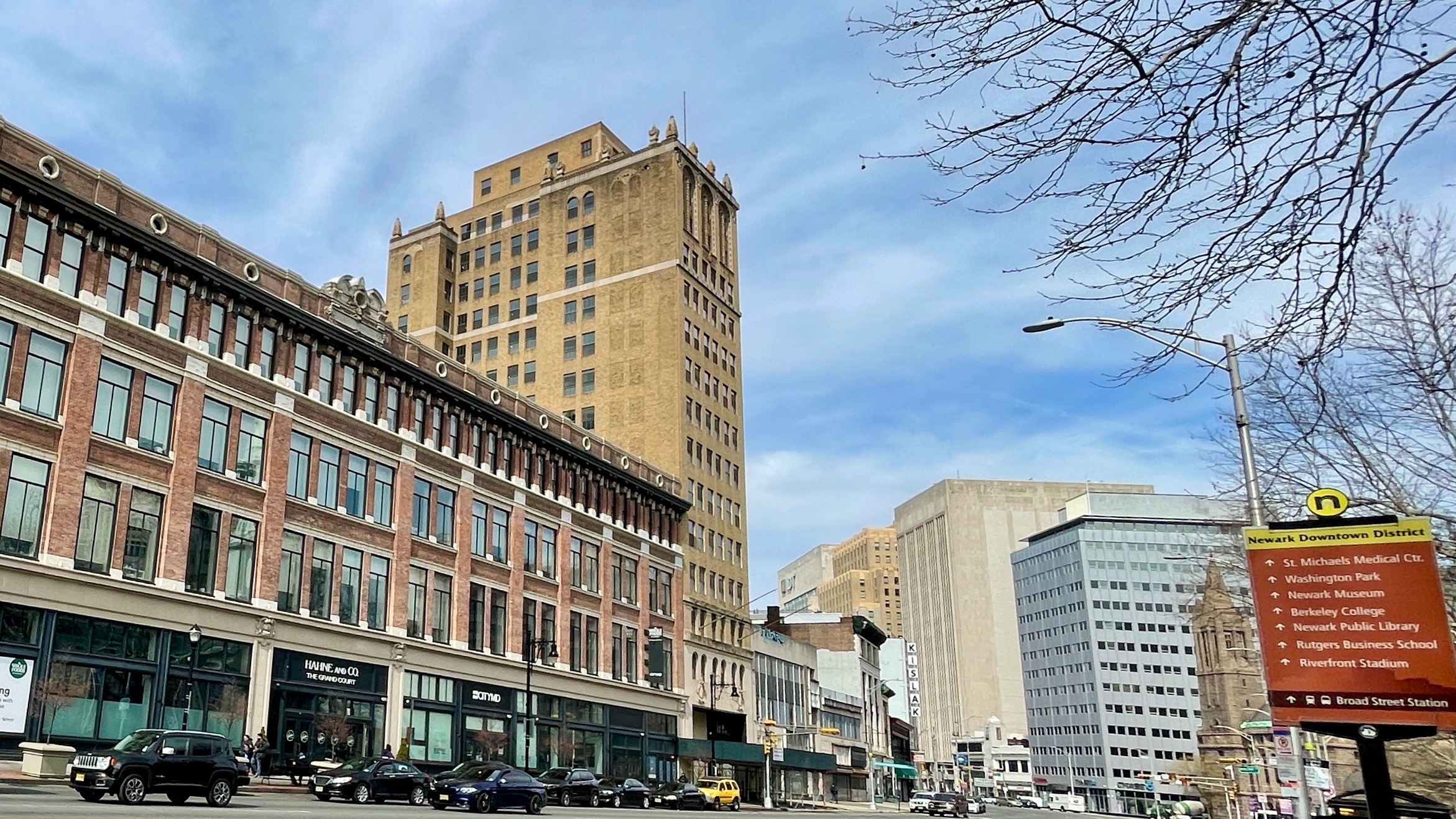
El edificio desde Broad Street y el Parque Militar